# ABC da Greve
ABC da Greve es un documental brasileño de 1990 dirigido por Leon Hirszman.

## Descripción
La película sigue a los trabajadores metalúrgicos de las grandes fábricas de automóviles transnacionales ubicadas en la Región del Gran ABC Paulista, a fines de la década de 1970, en la lucha por mejores salarios y mejores condiciones de vida.
Filmado en 16 mm, la cinta registra la efervescencia del movimiento sindical, que se movilizó para llevar a cabo las primeras huelgas generales en Brasil desde 1968.

## Elenco
- Luiz Inácio Lula da Silva
- Vinicius de Moraes
- Bete Mendes
- Lélia Abramo